# Тарасевич, Иван Фёдорович
Иван Фёдорович Тарасевич (20.10.1905 — 12.11.1987) — первый секретарь Гуляйпольского районного комитета Компартии Украины Запорожской области.

## Биография
Родился 7 октября 1905 года в селе Бротин Брестской области. Украинец. Член ВКП/КПСС с 1926 года.
Трудовую деятельность начал в 1918 году батраком, затем — в совхозе. После окончания в 1926 году Новоград-Волынской партийной школы работал на руководящей партийной работе.
В том же году призван в Красную Армию. После демобилизации в 1929 году поступил в Каменец-Подольский педагогический институт, где избирался секретарём комсомольской, а затем партийной организации института. Окончив институт в 1932 году, вернулся на партийную работу.
С началом Великой Отечественной войны вновь призван в Красную Армию. Воевал на Юго-Западном, Сталинградском, Донском, 3-м Украинском фронтах. Был агитатором 140-го миномётного полка 57-й армии, агитатором политотдела 23-й миномётной бригады. Майор Тарасевич закончил войну в должности заместителя командира по политической части 563-го миномётного полка 23-й миномётной бригады.
После демобилизации в 1946 году работал директором Гуляйпольского педагогического училища Запорожской области. В 1949 году И. Ф. Тарасевич избран первым секретарём Гуляйпольского районного комитета Компартии Украины. За короткий период вывел район в разряд передовых.
Указом Президиума Верховного Совета СССР от 26 февраля 1958 года за особые заслуги в развитии сельского хозяйства и достижение высоких показателей по производству зерна, сахарной свеклы, мяса, молока и других продуктов сельского хозяйства и внедрение в производство достижений науки и передового опыта Тарасевичу Ивану Фёдоровичу присвоено звание Героя Социалистического Труда с вручением ордена Ленина и медали «Серп и Молот».
В 1959 году И. Ф. Тарасевич добровольно перешёл работать в отстающий Черниговский район Запорожской области. В 1963—1970 годах — председатель партийной комиссии Запорожского областного комитета Компартии Украины.
Избирался членом ревизионной комиссии на 21-м и 22-м съездах Компартии Украины, делегатом 20-го и 22-го съездов КПСС, депутатом местных советов народных депутатов, а также депутатом Верховного Совета УССР четвёртого и пятого созывов, членом Запорожского обкома партии с 1948 по 1970 годы.
Награждён орденом Ленина, двумя орденами Отечественной войны 1-й степени, орденами Отечественной войны 2-й степени, Красной Звезды, медалями.
Умер 12 ноября 1987 года. Похоронен в Запорожье.